# گدایان (فیلم)
«گدایان» (پرتغالی: Os Mendigos) یک فیلم است که در سال ۱۹۶۲ منتشر شد.